# Landet Brunsås
Landet Brunsås är ett svenskt TV-program. Första säsongen sändes 2010 i SVT och följdes av en andra säsong under hösten 2011. Programledare är Henrik Schyffert, Erik Haag och Lotta Lundgren och som experter medverkar bland andra journalisten och författaren Mats-Eric Nilsson och måltidsforskaren Richard Tellström. Första säsongen var åtta avsnitt och sändes med start 20 januari 2010. Det sågs av 662 000 personer, enligt Mediamätning i Skandinaviens (MMS) mätningar. Den andra säsongen hade sin start 6 september 2011 med 524 000 tittare.
Programmet produceras av Karin af Klintberg och produktionsbolaget Thelma/Louise för Sveriges Television. Ett inslag i programmet där Erik Haag äter ett marsvin som köpts från Blocket och som tillagats av en peruansk familj drogs tillbaka på familjens önskemål, efter att en kort men intensiv mediadebatt startat.

## Avsnitt
Landet brunsås har visats i två säsonger om åtta avsnitt.

### Säsong 1
1. Är svenskarna snabba på att ta till sig utländsk mat?
2. Hur gick det till när industrin började laga vår mat?
3. Varför får mat plötsligt status i Sverige?
4. Svensken har inte längre tid att laga mat, vad hände?
5. Vem tjänar pengar på mat i Sverige?
6. Hur ser våra familjemåltider ut?
7. Vad får man äta i Sverige? Och vem bestämmer det?
8. Varför äter svensken som svensken gör?

### Säsong 2
1. Varför äter svensken så mycket kött?
2. Vad vill staten att vi ska äta?
3. Varför äter svensken så mycket godis?
4. Varför har svensken blivit tjockare?
5. Hur gick vår mejeridisk från 11 till 700 artiklar på 40 år?
6. Hur gick bröd från basvara till livsfara?
7. Hur gestaltas mat i media?
8. Vad är förbjudet att äta i Sverige? Och varför?